# محمد ربانی
ملا محمد ربانی آخند (1955 – ۱۶ آوریل ۲۰۰۱) یکی از رهبران اصلی جنبش طالبان بود. او در سلسله مراتب طالبان تنها از ملا محمد عمر رهبر عالی‌رتبه قدرتش پایین‌تر بود.
ربانی پس از حمله اتحاد جماهیر شوروی به افغانستان در سال ۱۹۷۹ جنگید. هنگامی که اتحاد جماهیر شوروی در سال ۱۹۸۹ از افغانستان خارج شد، او در ابتدا جنگیدن را متوقف کرد. او در سال ۱۹۹۴ به طالبان پیوست. پس از سالها جنگ داخلی ، وی در آخرین حمله به پایتخت، کابل، چریک‌های طالبان را رهبری کرد.
او رئیس الوزرای امارت اسلامی افغانستان و رئیس شورای مشورتی بود. همچنین شایعاتی وجود داشت مبنی بر اینکه ملا ربانی و رئیس جنبش طالبان اختلافات سیاسی جدی دارند. در حالی که ربانی و شورای حاکم چهره عمومی افغانستان را تشکیل می‌دادند، تصمیمات مهم توسط ملا عمر، ساکن شهر قندهار در جنوب گرفته می‌شد.
ربانی در ۱۶ آوریل ۲۰۰۱ بر اثر سرطان کبد در بیمارستان نظامی در راولپندی پاکستان درگذشت.